# Amblyops durbani
Amblyops durbani är en kräftdjursart som beskrevs av O. Tattersall 1955. Amblyops durbani ingår i släktet Amblyops och familjen Mysidae. Inga underarter finns listade i Catalogue of Life.